# Mongi Slim
Pour les articles homonymes, voir Famille Slim.
Mongi Slim (arabe : منجي سليم), né le 1er septembre 1908 à Tunis et mort le 23 octobre 1969 à Tunis, est un homme politique et diplomate tunisien.

## Biographie

### Famille et formation
Il naît au sein d'une famille de l'aristocratie tunisoise d'origine grecque : son arrière-grand-père Kafkalas, devenu le général Slim, est acheté sur le marché des esclaves, vendu comme mamelouk à un commerçant djerbien qui l'offre au bey de Tunis au début du XIXe siècle ; ce dernier l'éduque, le libère et fait de lui son ministre de la Guerre. Son grand-père paternel est un caïd-gouverneur qui dirige la riche province du cap Bon. Sa mère appartient à la famille Bayram, une famille noble originaire de Turquie, qui avait pris de l'importance à Tunis, célèbre dans le monde arabe pour ses érudits en droit musulman et le grand nombre de ses notables religieux,,.
Mongi Slim étudie au collège Sadiki à Tunis puis part en France où il est diplômé de la faculté de droit de Paris.

### Militantisme

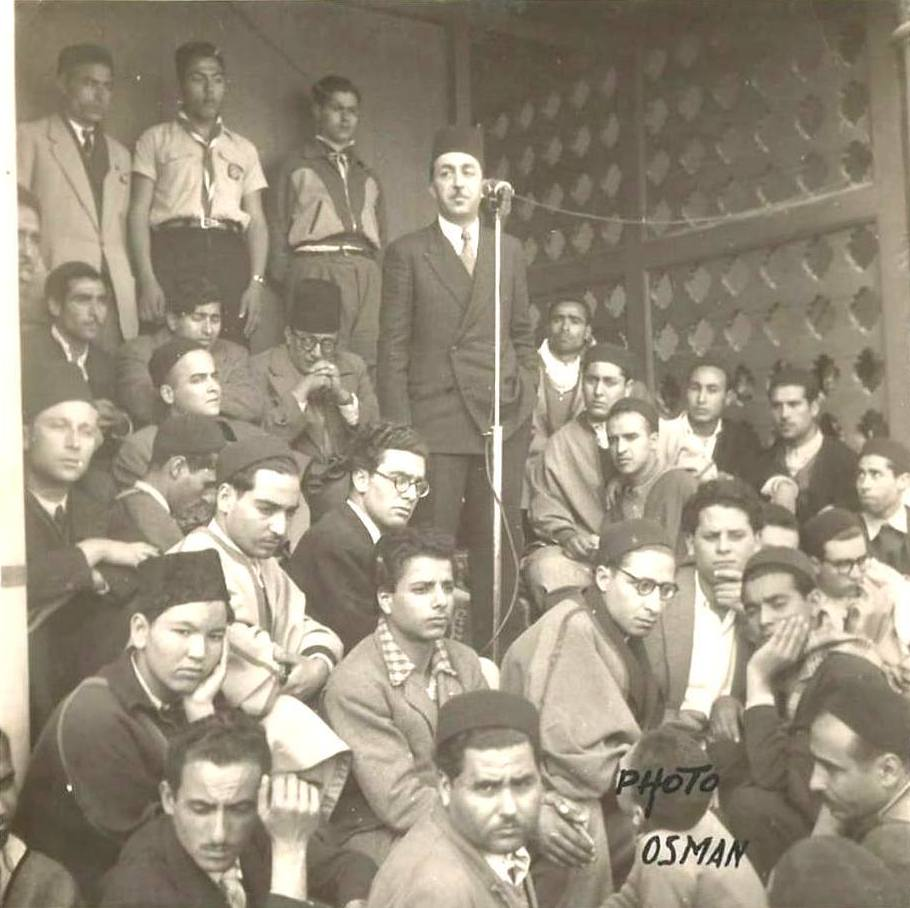
Mongi Slim prononçant un discours en 1950.

En 1936, il revient en Tunisie et adhère au Néo-Destour dont il assume la direction à la fin des années 1940 et au début des années 1950. En 1952, il est écroué puis relâché au début de l'année 1954, ce qui est jugé comme un geste d'apaisement à l'égard des nationalistes tunisiens.
En 1954, il devient le négociateur en chef de la délégation tunisienne aux pourparlers de Paris menés avec le gouvernement français jusqu'en juin 1955 et qui conduisent au protocole accordant l'autonomie interne à la Tunisie.

### Ministre et diplomate
Il devient ensuite ministre de l'Intérieur jusqu'en avril 1956. En sa qualité de ministre, il participe aux négociations avec le gouvernement français qui se soldent par le protocole du 20 mars 1956 accordant à la Tunisie son indépendance.
En septembre 1956, il est nommé ambassadeur de la Tunisie auprès des États-Unis. À ce poste sont liés ceux d'ambassadeur auprès du Canada et de représentant permanent auprès des Nations unies. En janvier 1957, il est élu au Comité spécial de l'Assemblée générale des Nations unies sur la question hongroise. Il est également représentant permanent de la Tunisie au Conseil de sécurité entre janvier 1959 et décembre 1960. Il participe à toutes les sessions de l'Assemblée générale des Nations unies en tant que chef de la délégation tunisienne dès que la Tunisie devient membre des Nations unies en 1956. En 1961, il participe à la troisième session extraordinaire de l'Assemblée générale qui traite de la crise de Bizerte.
Il quitte ses postes d'ambassadeur en février 1961 lorsqu'il est élu président de l'Assemblée générale. Il occupe ce poste quand, en 1962, il est nommé ministre des Affaires étrangères de la Tunisie. Nommé par la suite représentant personnel du président Habib Bourguiba, avec rang de ministre, le 12 novembre 1964 puis ministre de la Justice entre le 5 septembre 1966 et le 6 septembre 1969, il meurt le 23 octobre et est inhumé au carré des martyrs du cimetière du Djellaz.